# Venă colică dreaptă
Vena colică dreaptă drenează colonul ascendent și este un afluent al venei mezenterice superioare. Se deplasează cu artera sa corespunzătoare, artera colică dreaptă.